# Lophocereus schottii
Lophocereus schottii ist eine Pflanzenart aus der Gattung Lophocereus in der Familie der Kakteengewächse (Cactaceae). Das Artepitheton schottii ehrt den deutschen Naturforscher und Pflanzensammler Arthur Schott, der an der Vermessung der Grenze zwischen den Vereinigten Staaten und Mexiko beteiligt war. Trivialnamen sind „Cina“, „Garambuyo“, „Mochi“, „Senita“, „Sina“, „Seinita“, „Tuna Barbona“ und „Viejo“.

## Beschreibung
Lophocereus schottii wächst baumförmig bis strauchig mit gelbgrünen, mehr oder weniger aufrechten Trieben, die sich häufig zu Dickichten mit mehr als 100 Trieben entwickeln. Er erreicht Wuchshöhen von 1 bis 3 Metern und Triebdurchmesser von 5 bis 10 Zentimetern. Selten wird ein Stamm ausgebildet. Es sind 4 bis 13 deutlich ausgeprägte Rippen vorhanden. Die 1 bis 3 kräftigen, grauen Mitteldornen sind 1 bis 3 Zentimeter lang. Die 3 bis 5 Randdornen sind grau und 0,5 bis 1,5 Zentimeter lang. Das endständige Pseudocephalium besteht aus borstigen, biegsamen, grauen Dornen. Es wird gelegentlich mehr als 100 Zentimeter lang.
Die trichterförmigen Blüten erscheinen seitlich aus dem Pseudocephalium und öffnen sich in der Nacht. Sie sind weiß bis tiefrosafarben, bis 5 Zentimeter lang und erreichen Durchmesser von 3 Zentimetern. Ihr Perikarpell und die Blütenröhre sind mit Schuppen und Haaren besetzt. Die kugelförmigen, roten Früchte enthalten ein rotes Fruchtfleisch und erreichen Durchmesser von 1 bis 3 Zentimetern. Sie sind essbar, werden jedoch kaum als Nahrungsmittel genutzt.

## Verbreitung, Systematik und Gefährdung
Das Verbreitungsgebiet von Lophocereus schottii reicht vom Süden des US-Bundesstaates Arizona bis in den Nordwesten Mexikos und umfasst dort die Bundesstaaten Baja California und Sonora. Die Art wächst in Höhenlagen von 0 bis 800 m.
Die Erstbeschreibung als Cereus schottii erfolgte 1856 durch George Engelmann. Nathaniel Lord Britton und Joseph Nelson Rose stellten die Art 1909 in die Gattung Lemaireocereus. Weitere nomenklatorische Synonyme sind Pilocereus schottii (Engelm.) Lem. (1862) und Pachycereus schottii (Engelm.) D.R.Hunt (1987).
In der Roten Liste gefährdeter Arten der IUCN wird die Art als „Least Concern (LC)“, d. h. als nicht gefährdet geführt.

## Nachweise